# Penisola di Azuero
|             | Penisola di Azuero                                   |
| ----------- | ---------------------------------------------------- |
| Stato       | Panama                                               |
| Regione     | Centro America                                       |
| Continente  | America, America del Nord                            |
| Superficie  | 8.000 km²                                            |
| Popolazione | 200.000 circa                                        |
| Provincie   | Provincia di Herrera, Los Santos e parte di Veraguas |

La penisola di Azuero (in spagnolo Península de Azuero) è una grande penisola situata nella parte meridionale di Panama. È circondata dall'Oceano Pacifico a sud e ad ovest e dal Golfo di Panama ad est.
La penisola fu una delle prime parti del Paese ad essere colonizzata dagli indios, i quali si stabilirono nella parte settentrionale della penisola millenni prima dei conquistadores spagnoli.

A livello amministrativo, si divide in tre province: Provincia di Herrera e Provincia di Los Santos, geograficamente comprese per intero nella penisola, e Provincia di Veraguas, che comprende la sua parte occidentale. Le città più popolose sono situate nella zona costiera, dove si concentra la maggior parte della popolazione: esse contano Chitré (capitale di Herrera), e Las Tablas.

La penisola è dotata di una strada statale che la collega alla Panamericana.
L'area è conosciuta per il clima particolarmente mite, senza monsoni: si trova infatti nella regione denominata Arco Seco.

La penisola è conosciuta principalmente per il baseball: è inoltre un centro importante durante il periodo del Carnevale. Sulla penisola è inoltre situato il piccolo villaggio di pescatori di Pedasí, dove ebbe i natali l'ex-presidente del Paese Mireya Moscoso, il primo presidente donna, che possiede inoltre una villa a Punta Mala.

## Origine del nome
Durante il XIX secolo Panama era parte della Repubblica di Nueva Granada (attuale Colombia) e questa penisola fu chiamata Azuero in onore e in memoria di un noto politico colombiano, appartenente al partito liberale e il cui nome era Vicente Azuero. Questo fu anche il nome di una provincia di Panama dall'8 aprile 1850 al 9 marzo 1855.

## Il turismo
Il turismo è in forte aumento nella zona, tanto per la pesca sportiva quanto per il surf, che viene praticato nelle numerose spiagge: tra queste vale la pena nominare la famosa "Playa Venao". Ciò sta dando luogo anche ad un forte sviluppo immobiliare: soprattutto nella zona compresa tra Pedasí e Tonosí, sono sorti numerosi comprensori con splendide ville davanti all'oceano e alcuni eco-lodge frequentati da surfisti.
Questa regione è famosa inoltre per essere la culla del folklore panamense, non solo per il carnevale che ogni anno attrae giovani da tutto il paese, ma anche per le numerose feste religiose, tra le quali spicca la festa padronale di Santa Librada, a Las Tablas.

## Cultura
Nell'Azuero esistono più di 600 feste e la maggior parte sono relazionate con il santo patrono locale. Spesso le feste religiose si mescolano con le feste pagane, dando un tocco caratteristico ad ogni paese. Una delle feste più rinomate è il Festival Nazionale de la Mejorana a Guararé, che si celebra alla fine di settembre e che è riconosciuto come uno degli eventi di maggior importanza a livello nazionale. Durante questa festa si riuniscono le culture di ogni angolo del paese, in uno spirito di unione nazionale, dove si manifesta l'orgoglio di essere panamensi. La mejorana è la chitarra tradizionale panamense, fatta a mano dai contadini e il festival ha l'obiettivo di trasmettere questa antica tradizione alle nuove generazioni. Famosa è la frase "La Mejorana es pa' siempre".
La sua tradizione millenaria di coltivazione e pascolo ha impoverito l'ambiente al punto che in alcune aree a nord-est del territorio si può trovare il cosiddetto "deserto di Sarigua", che in realtà non è un vero deserto.

Le coste sono cosparse da mangrovieti mentre l'area costiera più interna è ricoperta da una foresta a regime secco detta Albina.

La punta meridionale della penisola ospita il Parco Nazionale di Cerro Hoya, nel quale si concentra la foresta pluviale rimasta nell'area: su Isla Canas, un isolotto sabbioso connesso da un terrapieno alla terraferma, nidificano annualmente un gran numero di tartarughe marine.